# Manukan
Manukan (Bayan ng Manukan) är en kommun i Filippinerna. Kommunen ligger på ön Mindanao, och tillhör provinsen Zamboanga del Norte. Folkmängden uppgår till 31 855 invånare.

## Barangayer
Manukan är indelat i 22 barangayer.
| - Dipane OTEN - Disakan - Don Jose Aguirre - East Poblacion - Gupot - Libuton - Linay - Lingatongan - Lupasang - Mate - Meses | - Palaranan OTEN - Pangandao - Patagan - Poblacion - Punta Blanca - Saluyong OTEN - San Antonio - Serongan - Suisayan - Upper Disakan - Villaramos OTEN |